# Stadio Avanhard (Rivne)
Lo stadio Avanhard (uk. Стадіон Авангард) è un impianto sportivo situato a Rivne. Lo stadio è usato principalmente per le gare casalinghe del Veres Rivne. L'impianto ha una capienza di 20 000 spettatori.